# Nangra

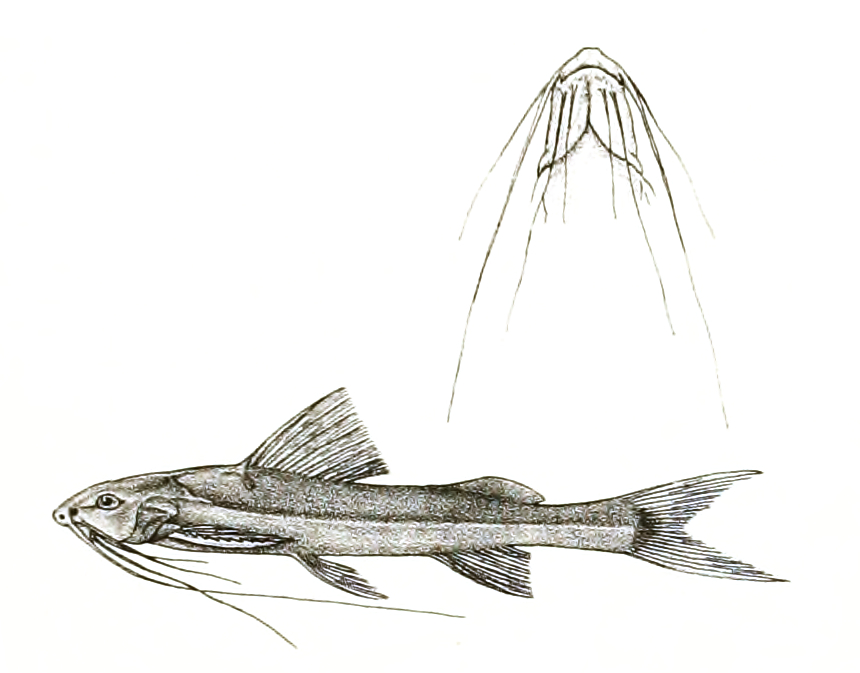
Hình ảnh của Nangra nangra

Nangra là tên của một chi cá thuộc họ Cá chiên.

## Loài
Tính đến thời điểm hiện tại, các nhà khoa học chỉ mới xác định được 5 loài cá là thuộc chi này:
- Nangra assamensis Sen & B. K. Biswas, 1994
- Nangra bucculenta Roberts & Ferraris, 1998
- Nangra nangra (Hamilton, 1822)
- Nangra ornata Roberts & Ferraris, 1998
- Nangra robusta Mirza & Awan, 1973

## Phân bố
Các loài cá thuộc chi này sinh sống chủ yếu trong các con đập thủy điện ở sông Ấn, sông Hằng, sông Meghna và Bramhputra ở Pakistan, Ấn Độ, Nepal và Bangladesh. Cụ thể hơn là N. assamensis sống ở các đập nước nơi sông Hằng và Brahmaputra ở Ấn Độ, N. bucculenta có nguồn gốc từ khu vực sông Hằng ở Bangladesh còn N. nangra thì sinh sông ở các đập nước ở sông Hằng, sông Ấn ở Bramhputra tại Pakistan, Bangladesh, Nepal và Ấn Độ. N. ornata lại sống ở sông Meghna của Bangladesh và cuối cùng N. robusta sinh sống ở các đập nước sông Ấn tại Pakistan.

## Mô tả
Các loài thuộc chi này đều có một đặc điểm chung là có râu ở hàm trên dài hơn gốc của vây bụng, râu mũi của nó thì dài hơn đường kính mắt và thường dài bằng chiều dài của đầu, cuối cùng là nó răng ở trên vòm miệng. Đầu của nó dẹt xuống nên mắt nằm ở trên phần dẹt ấy, miệng dài, răng ở hàm dưới thì nhỏ và có hình nón.
Chúng có thể đạt các kích thước sau: với N. bucculenta thì khoảng 3,4 cm, N. nangra là khoảng 5.5 cm, N. ornata thì khoảng 3,7 cm và N. robusta thì khoảng 10.0 cm.